# Dianpisaura songi
Dianpisaura songi är en spindelart som först beskrevs av Zhang 2000.  Dianpisaura songi ingår i släktet Dianpisaura och familjen vårdnätsspindlar. Inga underarter finns listade i Catalogue of Life.